# Municipality of Murrysville
Municipality of Murrysville é um distrito localizado no estado norte-americano de Pensilvânia, no Condado de Westmoreland.

## Demografia
Segundo o censo norte-americano de 2000, a sua população era de 18.872 habitantes.
Em 2006, foi estimada uma população de 19.472, um aumento de 600 (3.2%).

## Geografia
De acordo com o United States Census Bureau tem uma área de
95,7 km², dos quais 95,7 km² cobertos por terra e 0,0 km² cobertos por água.

## Localidades na vizinhança
O diagrama seguinte representa as localidades num raio de 12 km ao redor de Municipality of Murrysville.